# Ortalotrypeta gansuica
Ortalotrypeta gansuica är en tvåvingeart som beskrevs av Zia 1938. Ortalotrypeta gansuica ingår i släktet Ortalotrypeta och familjen borrflugor. Inga underarter finns listade i Catalogue of Life.